# John Steffen
John Steffen (født 31. januar 1980) er en dansk atlet som er medlem af Københavns IF. Han var tidligere været i Frederiksberg IF (-1998 og 2007) hvor han begyndte med atletik, derefter i Sparta Atletik (1999-2001) og Aarhus 1900 (2002-2005).
John Steffen har vundet fem danske mesterskaber i længdespring, derav fire indendørs. Han var innehaver af juniorrekorden i længdespring indendørs med 7,33 og udendørs med 7,56, som han hoppede i 1999. De stod frem til 2010 og 2011 hvor Andreas Trajkovski slog rekorderne. Han er stadig innehaver af U23-rekorden med 7,72 fra 2002, som også er karrierens længste spring og det fjerde længste gennem tiderne i Danmark kun overgået af Jesper Tørring (7,80), Benjamin Boeskov Gabrielsen (7,87) og Morten Jensen (8,25).

## Internationale mesterskaber
- 2002 EM Længdespring 20. plads 7,03

## Internationale ungdomsmesterskaber
- 1999 JEM Længdespring 9. plads 7,26
- 1997 Ungdoms-OL 4 x 100 meter – DQ
- 1997 Ungdoms-OL Længdespring 11. plads 7,03

## Danske mesterskab
- Bronze 2009 Danmarksturneringen
- Bronze 2008 Danmarksturneringen
- Sølv 2007 Længdespring 7,03
- Guld 2005 Længdespring inde 7,37
- Sølv 2004 Længdespring 7,29
- Guld 2004 Længde inde 7,48
- Sølv 2002 Længdespring 7,42
- Sølv 2002 Længdespring inde 7,41
- Bronze 2001 Længdespring 7,41
- Guld 2000 Længdespring inde 7,16
- Guld 1999 Længdespring inde 7,33
- Guld 1998 Længdespring 7,15

## Bedste resultat
- Længdespring: 7,72 25. maj 2002
- Længdespring inde: 7,48
- Trespring: 14,07
- 100 meter: 11,46